# Ибрахим ибн Адхам
Абу́ Исха́к Ибра́хим ибн Адха́м аль-Иджли́ (араб. إبراهيم بن أدهم‎; 13 мая 718, Балх, Великий Хорасан, Омейядский халифат — 776, Джабла, Jund Hims, Аббасидский халифат) — один из наиболее известных ранних суфийских аскетов, суннит, ханафит. Суфийская традиция описывает Ибрахима праведным и скромным. Самым известным учеником Ибрахима является Шакик аль-Балхи (ум. 810).

## Биография
Согласно мусульманской традиции, семья Ибрахима была из Куфы, но он родился в Балхе. Большинство мусульманских историков считает, что Ибрахим является потомком брата Джафара ас-Садика, Абдуллаха. О жизни Ибрахима повествуют такие средневековые авторы, как Ибн Асакир и аль-Бухари.
Ибрахим родился в семье правителя Балха, но отказался от престола, став аскетом. Согласно преданию, отречься от престола и вести аскетический образ жизни ему посоветовал Хидр. После 750 года он начал вести полукочевой образ жизни, часто путешествуя на юг до Газы. Ибрахим отвергал попрошайничество и неустанно трудился для того, чтобы заработать на пропитание. По словам Ибрахима он участвовал в военных операциях на границе с Византией, и его смерть, предположительно, наступила в одном из морских походов.
Как это часто бывает с могилами святых, в качестве места захоронения называются различные города и регионы. Ибн Асакир писал, что Ибрахим был похоронен на византийском острове; другие источники утверждают, его могила находится в Тире, в Багдаде; в «городе пророка Лота»; в «пещере Иеремии» в Иерусалиме и, наконец, на сирийском побережье.

## Учение
Ибрахиму приписывают первую классификацию стадий аскетизма (зухд), которая включает:
1. отречение от мира;
2. отречение от чувства счастья, вызванного достижением отречения;
3. стадия, когда аскет считает мир настолько малозначимым, что даже не смотрит на него[5].

Историки суфизма полагают, что она была разработана в более позднее время, так как состоит из 3 частей, а трёхчастные схемы вошли в обиход только после IX века.
Свобода от всего мирского ранних суфиев была столь всобъемлющей, что постелью им служила соломенная циновка, а подушкой простой кирпич. Они строго соблюдали ритуал очищения, необходимый для молитвы, но не заботились ни о своём внешнем виде, ни об одежде. По преданию, Ибн Адхам гордился тем, что в его одежде кишели вши. Несмотря на то, что пророк Мухаммед был женат и советовал правоверным также быть женатыми, суфии считали, что женитьба ввергает человека в состояние постоянного беспокойства, мешающего служить Всевышнему. Младший современник Ибн Адхама — Фудайл приводит фразу, услышанную от него: «Когда человек женится, он садится на корабль, а когда у него рождается ребёнок, он терпит кораблекрушение».
Слава Ибрахима ибн Адхама только разрасталась после его кончины. О нём были созданы многочисленные благочестивые легенды и даже написан роман, известный на островах Малайского архипелага. Прославленный иракский суфий аль-Джунайд (ум. 910) считал Ибрахима ибн Адхама «ключом к мистическим наукам». Ибрахиму ибн Адхаму посвящено стихотворение английского поэта Ли Ханта «Абу бен Адам» (1834).